# Obisiphaga stenoptera
Obisiphaga stenoptera är en stekelart som först beskrevs av Marshall 1868.  Obisiphaga stenoptera ingår i släktet Obisiphaga och familjen brokparasitsteklar. Arten är reproducerande i Sverige. Inga underarter finns listade i Catalogue of Life.